# Holiki
Holiki [xɔˈliki] est un village polonais de la gmina de Sidra dans le powiat de Sokółka et dans la voïvodie de Podlachie. Il se situe à environ 7 kilomètres à l'ouest de Sidra, à 18 kilomètres au nord-ouest de Sokółka et à 48 kilomètres au nord de Białystok. 